# 고양고등학교
고양고등학교(高陽高等學校)는 대한민국 경기도 고양시 덕양구 삼송동에 있는 공립 고등학교이다.

## 학교 연혁
- 1938년 1월 10일 : 고양공립채소실습학교 인가
- 1947년 6월 26일 : 고양공립초급중학교 4년제 인가(개교)
- 1947년 6월 26일 : 초대 서정권 교장 취임
- 1952년 3월 23일 : 고양농업고등학교 설립 인가
- 1970년 10월 12일 : 고양종합고등학교로 교명 변경
- 1976년 3월 1일 : 고양중, 고양고 분리
- 1998년 9월 15일 : 특수학급 인가
- 2003년 1월 13일 : 고양고등학교로 교명 변경
- 2018년 6월 25일 : 조경인테리어과를 원예조경인테리어과로, 식품생활과학과를 외식식품가공과로, 스마트광전자과를 전기전자과로 학과 개편
- 2022년 7월 8일 : 원예조경인테리어과를 도시조경디자인과로, 애완동물관리과를 반려동물관리과로 학과 개편
- 2023년 1월 6일 : 제68회 졸업생 165명(15,194명)
- 2023년 3월 2일 : 2023학년도 신입생 190명 입학
- 2024년 3월 2일 : 제25대 이경호 교장 취임

## 설치 학과
- 전기전자과
- 외식식품가공과
- 애완동물관리과
- 원예조경인테리어과
- 도시조경디자인과
- 반려동물관리과

## 참고 자료
- 고양고등학교 - 한국교육학술정보원 학교알리미